# Uppvidinge (Gemeinde)
Koordinaten: 57° 10′ N, 15° 21′ O

Uppvidinge ist eine Gemeinde (schwedisch kommun) in der schwedischen Provinz Kronobergs län und der historischen Provinz Småland. Der Hauptort der Gemeinde ist Åseda.

## Geschichte
1971 wurde die Gemeinde durch Zusammenlegung der Marktflecken Åseda und Lenhovda mit den Landgemeinden Nottebäck und Älghult gebildet. Der Name stammt von der Harde Uppvidinge (Uppvidinge härad), deren Gebiet größtenteils mit dem der Gemeinde übereinstimmt.
Bei der Frage, welcher Ort der Hauptort werden sollte, gab es damals mehrere Alternativen. Schließlich wurde Åseda bestimmt, doch befindet sich die Sozialverwaltung in Lenhovda.

## Orte
Folgende Orte sind Ortschaften (tätorter):
- Älghult
- Alstermo
- Åseda
- Lenhovda
- Norrhult-Klavreström